# 原平 (漫画家)
原平（日語：はら たいら，1943年3月8日—2006年11月10日），日本的漫画家，出身於高知縣香美郡土佐山田町（現香美市）。
1961年畢業於高知縣立山田高中普通科，1963年開始在『週刊漫画TIMES』上連載其作品新宿B·B。
2006年11月10日，他因肝癌於埼玉県富士見市病逝。